# Selidosema tamsi
Selidosema tamsi är en fjärilsart som beskrevs av Hans Rebel 1939. Selidosema tamsi ingår i släktet Selidosema och familjen mätare. Inga underarter finns listade i Catalogue of Life.